# Kaple Neposkvrněného početí Panny Marie (Česká Lípa)
Kaple Neposkvrněného početí Panny Marie je barokní kaple v České Lípě na Ladech, postavená zde roku 1738. Původně sakrální stavba patří soukromému majiteli, který ji opravil. Kaple je zapsaná Ústředního seznamu kulturních památek České republiky s číslem 34462/5-2820.

## Historie
Původně samostatná vesnička Lada byla připojena k České Lípě jako její místní část v roce 1960. Kaple na Ladech byla postavena v roce 1738. Ves se v tomto období stala součástí hornolibchavského panství Řádu maltézských rytířů. Hlavní pouť a procesí se zde konávaly 15. srpna na slavnost Nanebevzetí Panny Marie.
Po roce 2000 kapli opravil její soukromý majitel. Byla poničená, s poškozenou střechou a zvoničkou. Nyní náleží pod Římskokatolickou farnost v České Lípě. V katalogu litoměřického biskupství je uvedena jako Lada, kaple s poznámkou Obecní.